# Тома Кулхави
Тома (Томаш) Кулхави е чешки капелмайстор, педагог и композитор при Осма пехотна приморска дружина, Варна, България.

## Биография

### Произход и семейство
Баща му Владимир Бедржих Кулхави е управител на имение в Шиманчице (Шимначице), близо до Прага, Австро-Унгария (днес в Чехия). Цялото семейство живее там. Тома се ражда там през юни 1850 г. По тогавашната традиция почти всички членове на семейството музицират извън основните си занимания.
След завършване на общото си образование Тома следва в Пражката консерватория, която завършва успешно. Жени се млад за Жозефина, вероятно около 1876 година. Имат четири деца: Жозефина, Владимир, Бедржих (Фридрих) и Ярослав. Ярослав почива още като дете, брат му Владимир загива геройски в Първата световна война при атаката на Тутракан през 1916 г. и оставя вдовица жена си Елена Карлсон-Кулхави и малкия им син Ярослав. Бедржих е инженер, разведен с Роза, която заедно със сина им живее във Франция. Сестра им Жозефина се омъжва за капитан втори ранг машинен инженер, Йозеф Щрассер. Заедно те имат две дъщери, Мария Вилхелмина Мирослава и Анна Валерия Фрида.

### Преместване в България
След завършване на консерваторията в Прага и женитбата си, Тома Кулхави пристига в новоосвободена България през 1879 г., на 29 г. със съпругата си и двегодишната им дъщеря. Първоначално се установяват в София, където Тома Кулхави постъпва на служба в току-що създадената Българска армия. Веднага щом пристига в София той е назначен за ръководител капелмайстор на военно-духовия оркестър при Първи софийски полк.
На 25 юни 1881 г. с височайши указ княз Александър Батенберг назначава Тома Кулхави за капелмайстор към Осма пехотна приморска дружина (след Сръбско-българската война става Осми пехотен приморски полк). Причината за този указ са варненци. По това време Батенберг правел обиколка на страната, придружаван от свита висши офицери, а също и от военно-духовия оркестър с ръководител Тома Кулхави. При пристигането на княза във Варна, кметът Михаил Колони моли княза оркестърът да изнесе концерт пред гражданите. Варненци остават изключително доволни от концерта и изпращат делегация при Батенберг с молба да назначи диригента Тома Кулхави за постоянно в гарнизона на града. Тази тяхна молба е последвана от указа на княза. Капелмайсторът намира 18 души музиканти в дружината: 15 редници-музиканти, един фелдфебел и двама унтерофицери. До 1887 година под ръководството на Кулхави, оркестърът се разраства до 40 музиканти (между тях има един фелдфебел и четирима подофицери). През тази година такъв състав има само гвардейският оркестър в София. Разширява и репертоара с оперни потпури и фантазии, симфонични поеми, и др. Самият капелмайстор композира различни произведения, едно от които е Редкин марш. Тома Кулхави изучава и българския фолклор, като обработва различни танци и песни и ги инструментира и за двата си състава (до този момент Тома успява да създаде и струнен оркестър). Като педагог работи изключително много с музикантите, за да могат да изпълняват сложните произведения и за издигане на музикалната им култура. „Неговият оркестър (на Т.Кулхави) се е превърнал в методически център за оркестрите на Източния военен отдел“. За оркестъра се говори с възторг. Самият княз Батенберг изказва неведнъж възхищението си от неговите изпълнения: „Капелмайстор Тома Кулхави е един от най-изтъкнатите пионери, които са работили за укрепването на духовите оркестри в младата българска армия и същевременно един от най-ревностните строители на музикалната култура в страната ни“.

### Последни години
Капелмайсторът Тома Кулхави служи в армията до 1898 г., когато се пенсионира по здравословни причини. Тома и Жозефина планират да живеят в България само няколко години, но остават там до края на живота си. Построяват две къщи във Варна и там капелмайсторът почива през 1906 година. Погребан е във варненските гробища.

## Признание

### Орден „Св. Александър“
Кулхави е награден с много ордени и отличия, между които е орденът „Св. Александър“ с мечове. Капелмайсторът го получава за участието си в Сръбско-българската война заради проявена съобразителност и кураж. В релациите на полка, епизода е описан по следния начин: „...Зад едно прикритие е била разположена нестроевата рота на дружината, обозите и духовият оркестър под ръководството на капелмайстор Тома Кулхави, а също и патронният парк. Дружината е в атака от сутринта. Хвърлени са в тази атака и последните ѝ резерви. Ето че там, където е разклонението на пътя към Драгоман, един от опасните участъци бил оголен. Противникът се насочва към него. Нашите части рискуват да бъдат отрязани. Към 11 часа положението става извънредно трагично. Няма офицери строеви, няма въобще войскови поделения, които да организират каквато и да е охрана на този участък. Единствено капелмайстор Кулхави остава като началник на нестроевата рота, на обозите и останалите части около него. Той обаче не губи присъствие на духа, събира всички хора и им заповядал да викат ура, като в този момент музикантският взвод засвирва националния химн. Противникът се стъписва объркано, уверен, че се е натъкнал на някаква засада и започва да отстъпва.
В този момент се задават пристигналите с усилен марш дружини от Южна България, някои от тях се съсредоточават на оголения участък, а други подемат с настъпателен дух по-нататъшните действия за сразяването на неприятеля.“
Прилагаме заповедта (тогава приказ) по армията за награждаване на Тома Кулхави за неговата смелост и съобразителност: „Приказ. Съгласно допълнението към височайшата заповед по българската армия миналата година под № 33, капелмайсторът на 8 пехотен Приморски полк (дружината прераства в полк) Тома Кулхави се награждава с орден „Св.Александър“ с мечове. Предписвам тази му награда да се впише в служебния му списък.“
Началник на щаба на Българската армия (не се чете).“  

### Сребърна диригентска палка
Талантливият капелмайстор се ползва с голям авторитет във Военното министерство. Руските офицери – инструктори в Българската армия подаряват в знак на дълбоко уважение на Тома Кулхави сребърна диригентска палка.
Палката е поставена в специален черен дървен калъф, отвътре покрит със синьо-зелено кадифе. Върху плътна серпентина има руски надпис – посвещение, изписан с оксидирани и с красив шрифт букви. Той гласи: „От офицеров варненской дружины капелмейстеру Кулгавому 1883 года“. Между серпентината с надпис има филигранна украса.

### Паметна плоча
По програма за подобряване и разкрасяване на варненската инфраструктура, Община Варна отделя особено внимание на построяване паметници, скулптури и паметни плочи на заслужили деятели – граждани на града. В 2020 г. е поставена паметна плоча за диригента – герой от Сръбско-българската война 1885 г., чеха Тома Кулхави на построения от него дом. Създатели на паметната плоча са художник Димитър Трайчев и скулптор Пламен Аврамов.